# Dodeskaden
Dodeskaden, eller Dodes'ka-den (i Finland känd som Den Fattigas express, japanska: どですかでん, Dodesukaden) är en film från 1970 av Akira Kurosawa som utspelar sig på en samtida soptipp. Den var nominerad till en Oscar för bästa utländska film vid Oscarsgalan 1972.

## Rollista (i urval)
- Yoshitaka Zushi - Rokkuchan
- Kin Sugai - Okuni, Rokkuchans Mamma
- Toshiyuki Tonomura - Taro Sawagami
- Shinsuke Minami - Ryotaro Sawagami
- Yûko Kusunoki - Misao Sawagami
- Junzaburo Ban - Yukichi Shima
- Kiyoko Tange - Mrs. Shima
- Michio Hino - Mr. Ikawa
- Keiji Furuyama - Mr. Matsui
- Tappei Shimokawa - Mr. Nomoto